# 金头公园

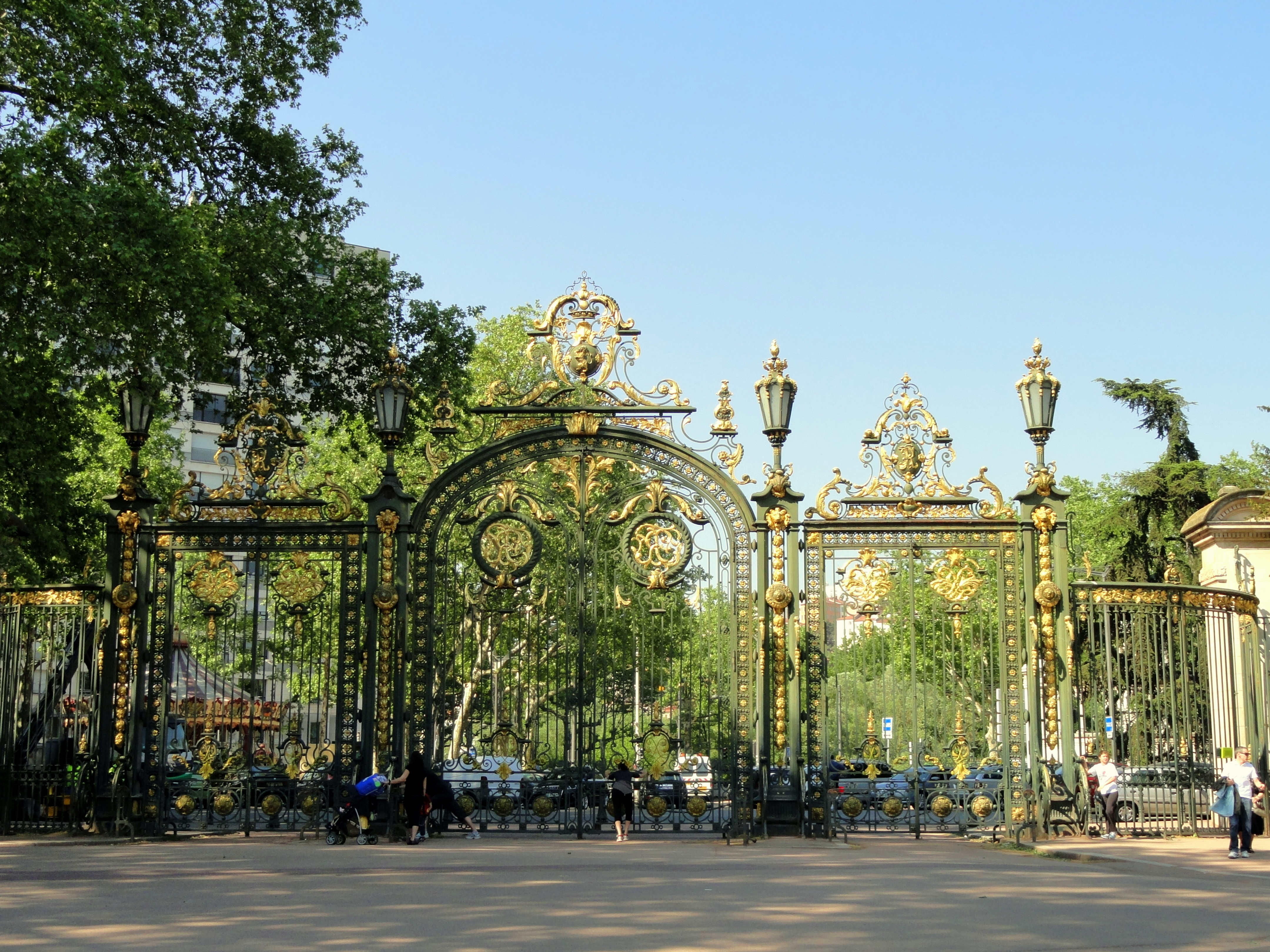
金头公园西门

金头公园（法語：le parc de la Tête d'Or）是法国里昂市的一座城市公园，是法国最大的公园之一。金头公园由德尼·布勒与欧仁·布勒设计，和纽约的中央公园是同时代建造的，于1857年开放。现在公园由里昂市政府管理，是名副其实的“市肺”，占地117公顷。

## 历史

### 金头的传说

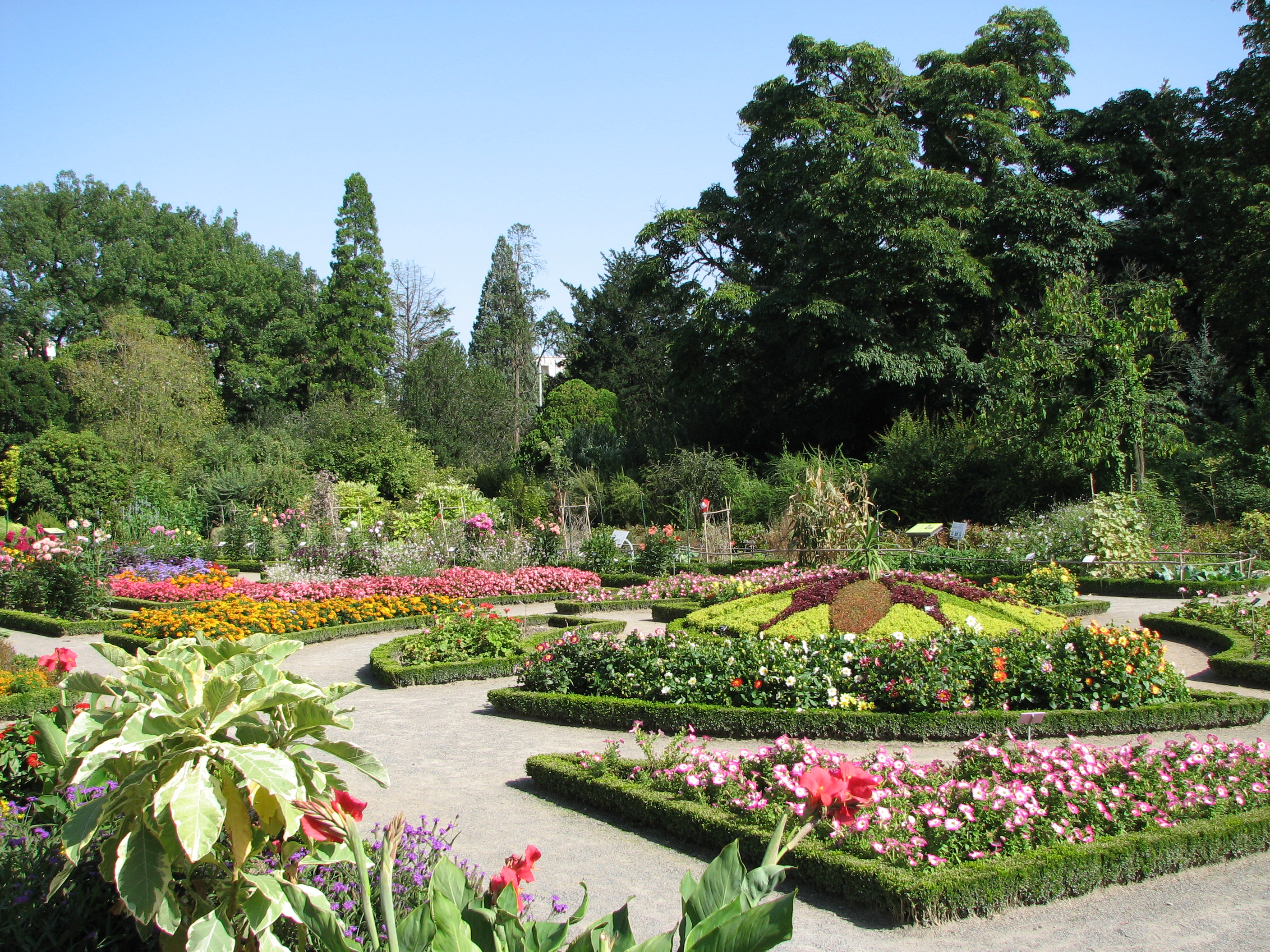
花圃

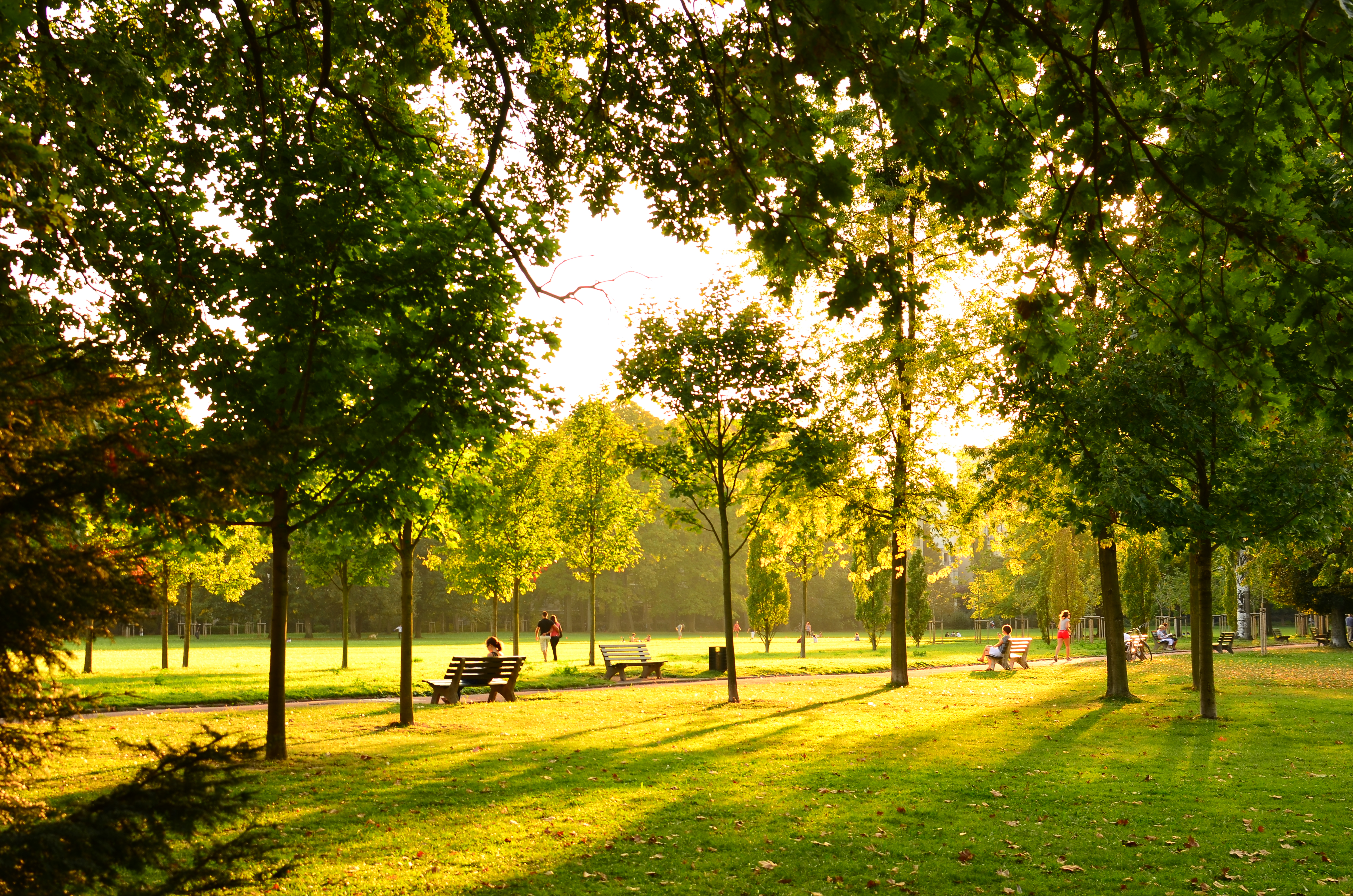
大草坪

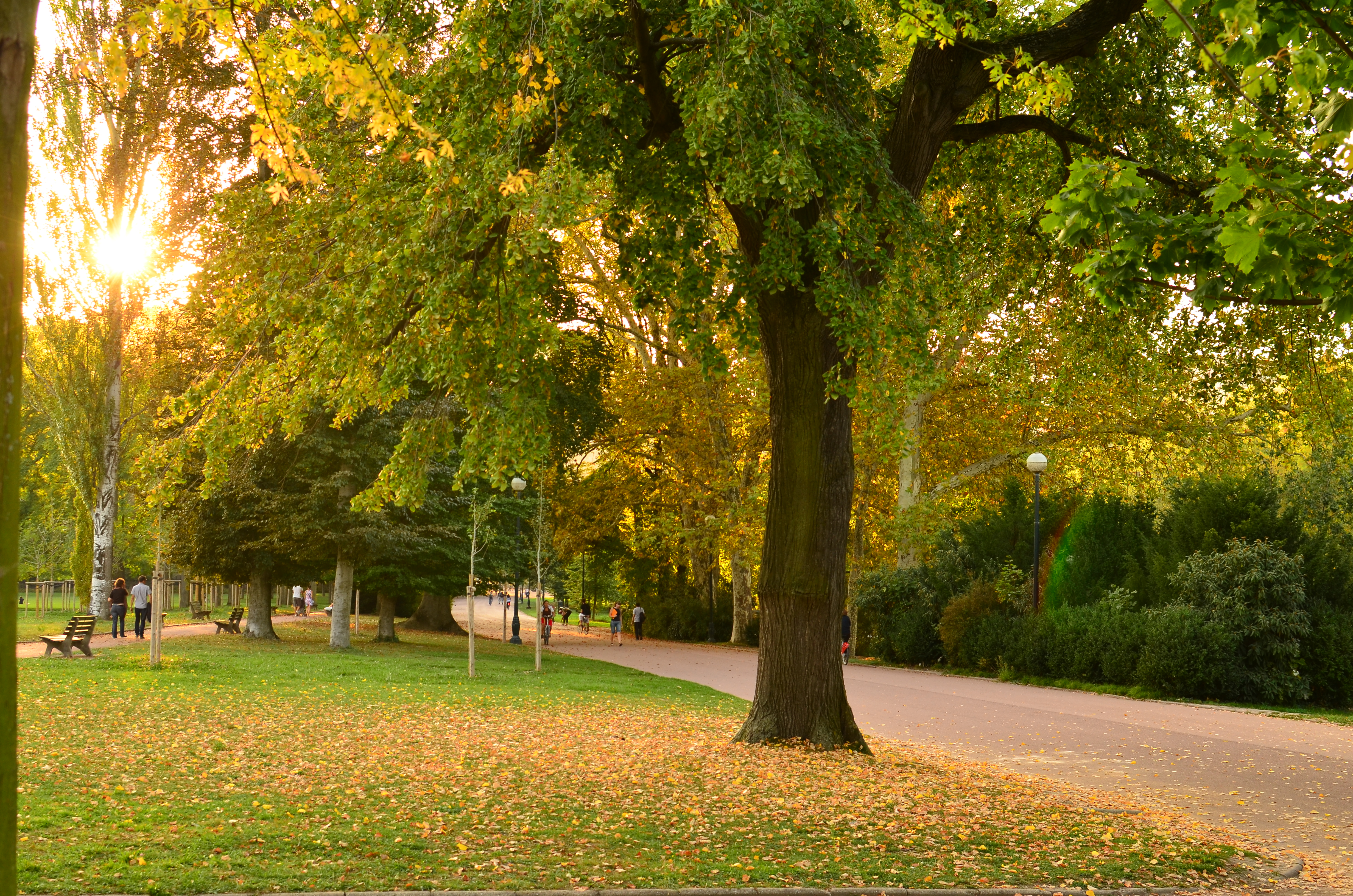
格朗康道

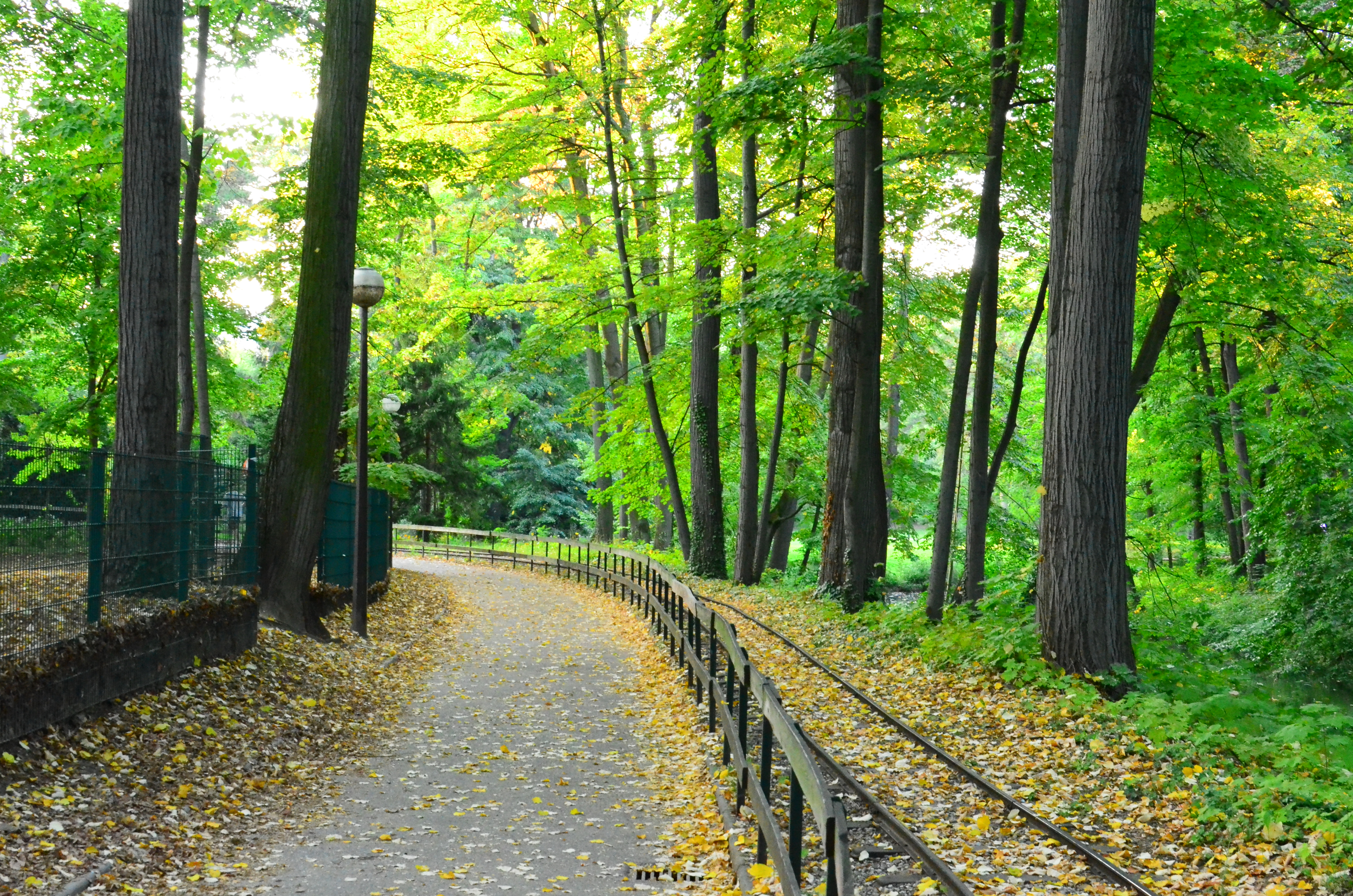
美景道

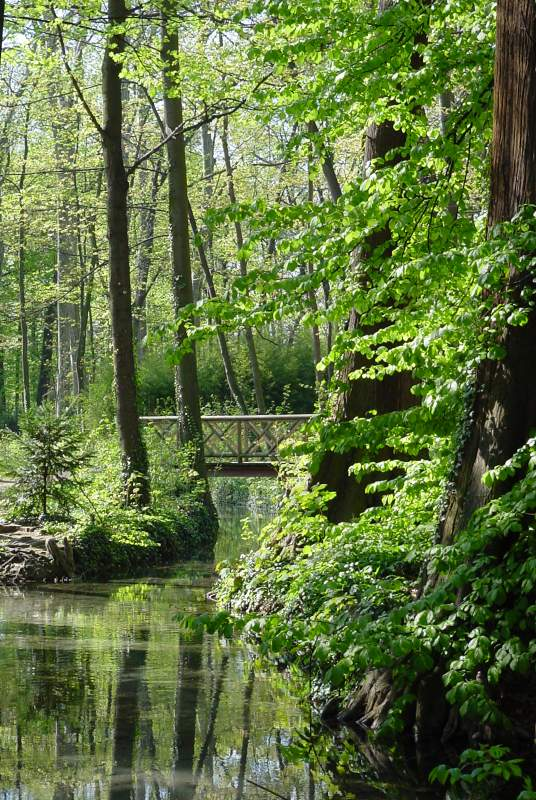
林间小桥

早在十六世纪，金头公园尚未建造之时，这块属于朗贝尔家族的土地已经有了“金头”的称号。这个称号是来自于当地的一个传说。传说中这里埋藏着一个宝藏，其中包括以黄金铸成的耶稣头像。而公园修建之前，人们经过仔细搜寻后，并未找到任何相关的线索。由于身处罗讷河的一处河岔边，金头地区常常遭受河道泛滥的灾害，是一片沼泽湿地（亦是公园南边地区名，里昂旧火车站名）。关于金头还有另一个传说：在修建公园的时候，负责挖掘人工湖的是失业的丝绸工人。由于得不到应有的待遇，失业的丝绸工人们曾经组织了多次流血起义示威，于是当局将他们雇为建筑工人。他们在挖掘施工时，也抱着寻找传说中的宝藏的心思。而有一天，一个工人在挖地的时候碰到了一个硬物，他发现那就是传说中的宝藏，包括耶稣的金头像。旁边的工人一见到，纷纷赶来争抢，演变为械斗。这时耶稣的头像忽然流出了一滴眼泪，而这滴眼泪滴在底下，顿时化为一个大湖。湖水淹没了刚刚挖掘出来的工地，也淹没了宝藏。

### 建造
十九世纪，基于将大自然与城市相融合的理念，城市公园的风潮开始流行。在里昂市区兴建城市公园的想法也从十九世纪初就开始了。1852年，巴黎市郊的布洛涅森林公园的修建带动了法国其它城市修建城市公园的风潮。1856年，在当时里昂市长克劳德-玛留斯·瓦伊斯的促进下，里昂市立养老院买下了如今金头公园所在的土地，并开始动工兴建一座公园。负责设计公园的是园林设计师德尼·布勒与他的弟弟欧仁·布勒。布勒兄弟的想法是建造一座英式的公园。他们设想在公园中挖凿一个人工湖，同时在靠罗讷河的边缘加建河堤以防止河道泛滥。他们设计了宽度不一的道路，以供行人、骑马和驾车者使用。同时，他们还在园内预留了各类休闲场所，包括花圃、植物园与动物园。工程持续了五年，但公园在次年（1857年）就向公众开放了。

### 沿革
- 1857年：里昂植物园移入金头公园。依照1794年巴黎的国民公会的法令，所有居民人数超过三十万人的城市都必须成立中央学院，教授理学、文学和艺术三个学科。这些学院必须配有自然历史陈列馆与植物园，因此里昂的市长让-艾玛纽尔·吉利贝尔下令在旧里昂的深红十字区（La Croix-Rousse）建立里昂植物园。1857年金头公园开始建造后，市政厅决定将显得太过狭小的里昂植物园搬入金头公园。新的植物园坐落在公园的东部，免得破坏公园中西区的大草坪。
- 1859年：里昂植物园的橘子林从深红十字区移入金头公园。同年公园中开始修建休憩用的木屋，给行人乘凉或歇脚使用。
- 1861年：依照布勒兄弟的设想，公园开始在某些特定地方展览各种动物，包括绵羊、鸡和奶牛等等。此后，开始有各类稀有的外来动物被引入公园，而公园内的相应设施也开始逐步完善[4]。
- 1865年：居斯塔夫·博内在公园内建造了大型的温室，用来培养龙舌兰。
- 1867年：当年的世界博览会上展示了金头公园的水彩全景绘景图。
- 1877至1880年：翻修公园内温室。
- 1881年：建造罗马军团纪念碑。
- 1887年：建造维多利亚温室（1980年拆除）[1]。
- 1894年：里昂的万国博览会在金头公园举办。园内建造自行车场。同年，当时的法国首相让·凯西米尔-贝里耶以法令的形式宣布了金头公园的行政归属。之前，由于金头公园地处里昂市与维勒班镇的交界之处：两者的交界线横穿公园，将它分成两个部分。多年以来，两个政府对于公园建设费用和收入款项归属一直存在争议。从这一年起，公园的全部土地都归里昂市六区区政府管辖。
- 1896年至1898年：由于公园内草木丛生的环境常常被走私商人利用来掩藏货物，市政厅决定为公园加建围墙。围墙以水泥为基础，上修铁栅栏。
- 1899年：建造多个热带植物温室，包括棕榈树温室。
- 1913年：建造湖边码头。
- 1917年：兴建新狮笼。
- 1932年：修建连往湖心天鹅岛的水下通道。
- 1961年至1964年：修建新玫瑰园[1]。
- 1964年：建造象园[4]。
- 1968年：建造长颈鹿亭[4]。

## 概貌

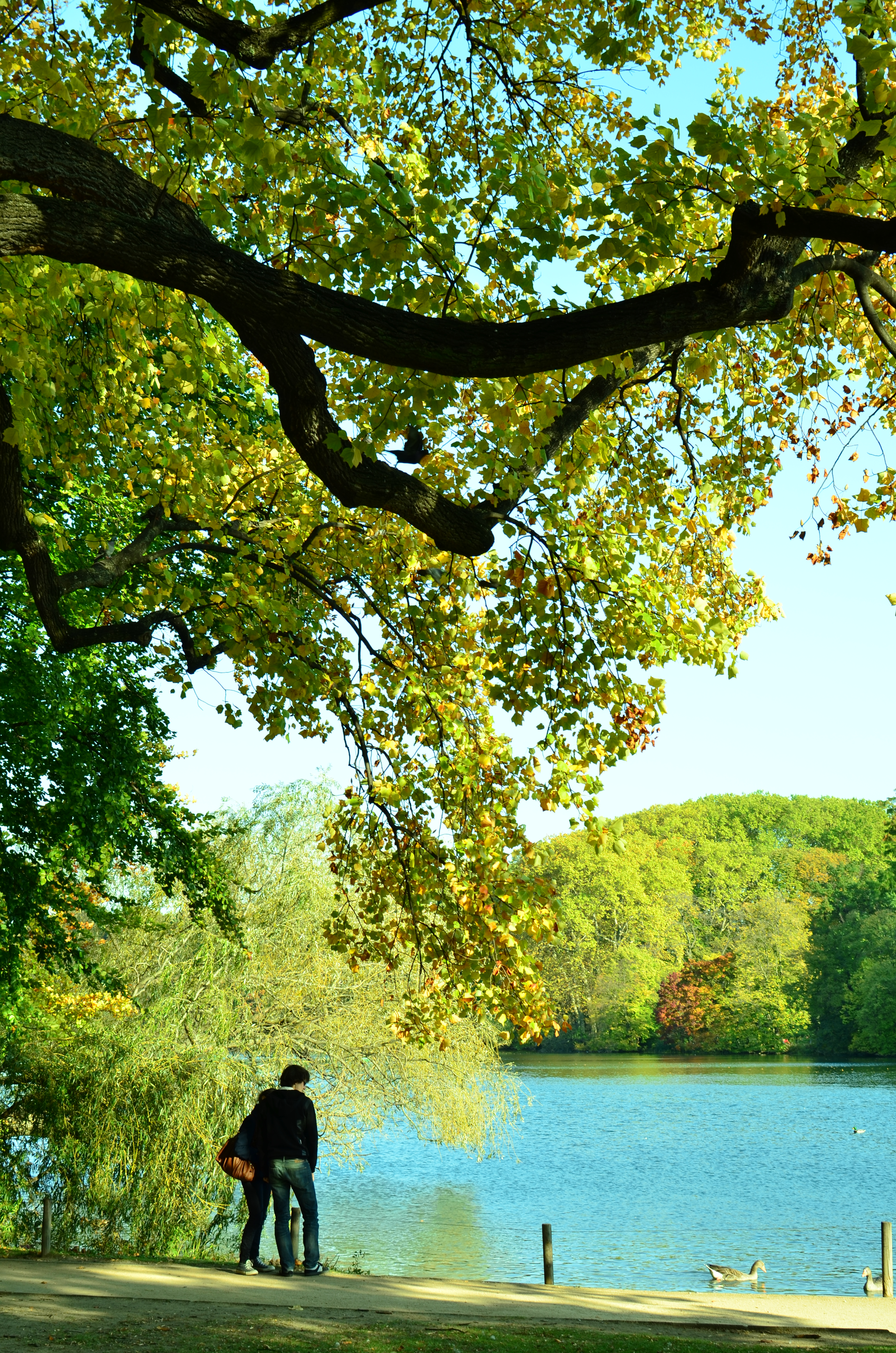
夏日湖边

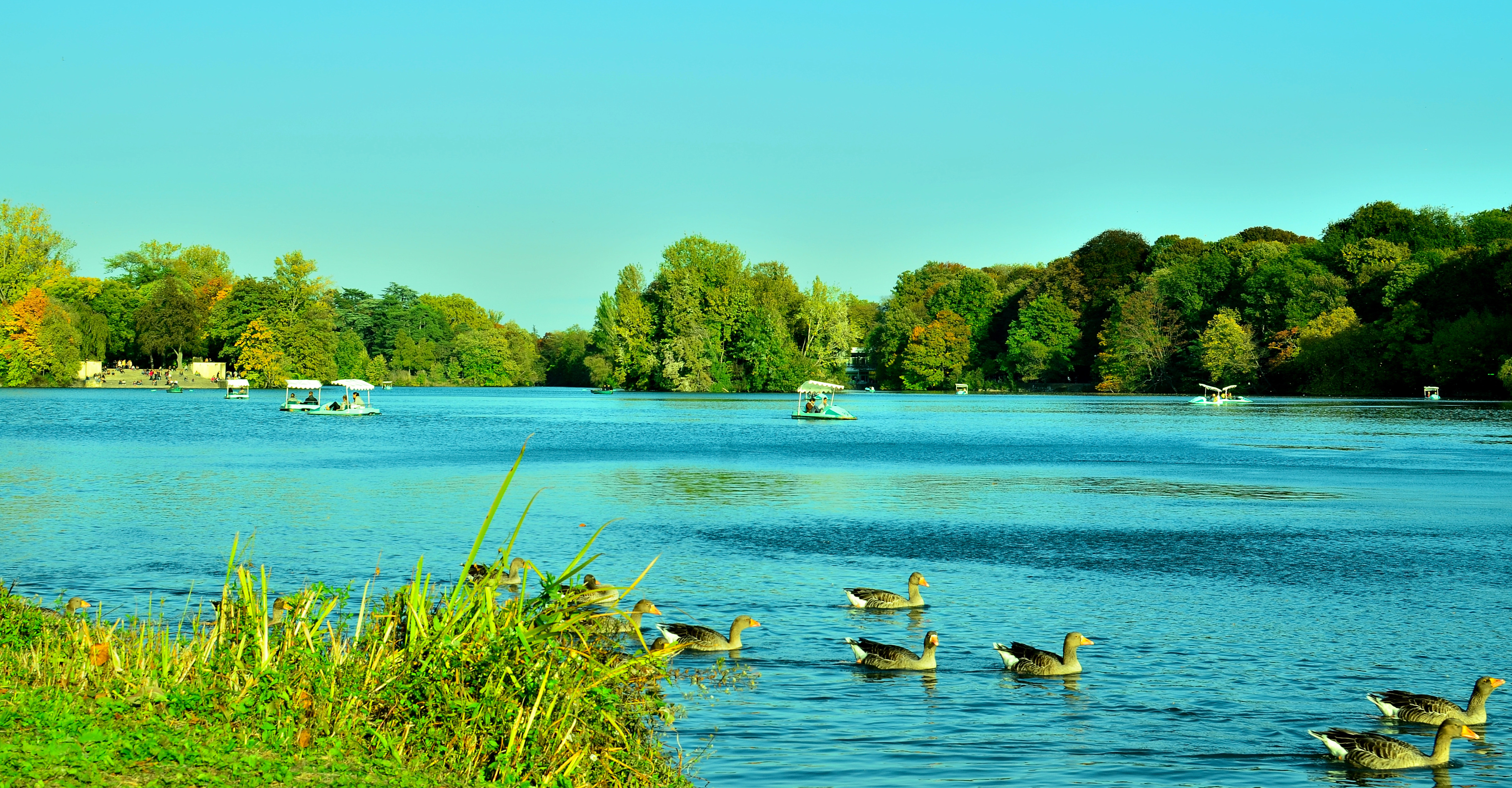
湖边景色，左边远景为纪念之岛，中部远景为游人驾船，近景为野鹅

金头公园位于里昂新城区北部，占地117公顷，是法国最大的城市公园。公园总体大致呈三角形，西北边临近罗讷河，之间隔有一条河堤，上有人行道。公园东边则靠着南北走向的里昂高架铁路。铁路往北联通巴黎，往南则是通向新城区商业中心——拉帕迪欧中心（La Part-Dieu）的拉帕迪欧火车站。公园西南边外侧为比利时大道。
公园为英式庭园风格，从西门向东横穿公园的格朗康道将公园分为南北两边。南边包括西南方的大草坪、鹿苑和植物园，东南端的中学门（La porte du lycée，旁边是里昂的公园中学），以及东南边的植物园、温室与动物园。北部主要是占地约全公园面积三分之一的人工湖。湖的北面是玫瑰园。

### 湖
公园北部的人工湖占地十六公顷，成东北-西南走向的橄榄形状。湖中有一大一小两个人工湖心岛。大岛名为纪念之岛（旧名天鹅岛），其中有为烈士军人建造的纪念碑，与湖北岸之间有水下通道相连。小岛名为塔马利岛，只能经船到达。

### 动物园
建造动物园是公园设计师计划中的产物。最初时是为了响应法令而建造的教育用的农场，只有几种本地的野兽。后来各种各样的外来动物和稀有动物陆续迁入公园中，农场也逐步变成了真正的动物园。如今的动物园占地超过6公顷，拥有来自世界各地的动物。动物园与里昂国立兽医学院之间有长期的科学合作。
2006年，公园翻修之际，顺便兴建了新的“非洲区”，占地超过2.5公顷。其中有超过130种来自非洲的动物，包括长颈鹿、斑马、鳄鱼等等。有部分种类属于珍惜品种。

### 自行车赛车场
金头公园中的自行车赛车场是1894年里昂万国博览会的时候兴建的。当时有不少新款的自行车在此亮相，并组织比赛。1909年，当时的里昂市长赫里欧经投票通过了将自行车赛车场改建为游乐场的提案，以免去比赛后高额的整修费用。因此自行车赛车场得以保存，并在1934年进行了翻新。
1989年，世界场地自行车锦标赛在里昂举行。金头公园自行车赛车场也借此机会得到全面整修。当时珍妮·朗葛在女子场地追逐赛和女子积分赛中皆获得冠军。
如今的赛车场不仅是三个俱乐部的活动场地，也是罗阿大区场地自行车锦标赛每年举行的地方。附近的学校都会将这里用作自行车初学者的教学场地。赛车场中央的平地上铺有环形跑道，其内部是一个多功能球场，包括一个标准大小的手球场，一个篮球场以及排球场，可作为体育课的场地。
自行车的赛道用混凝土制成，是采用国际自行车联会（ICU）标准的比赛场地大小：长333.33米，转弯的最大转角曲度为43°。

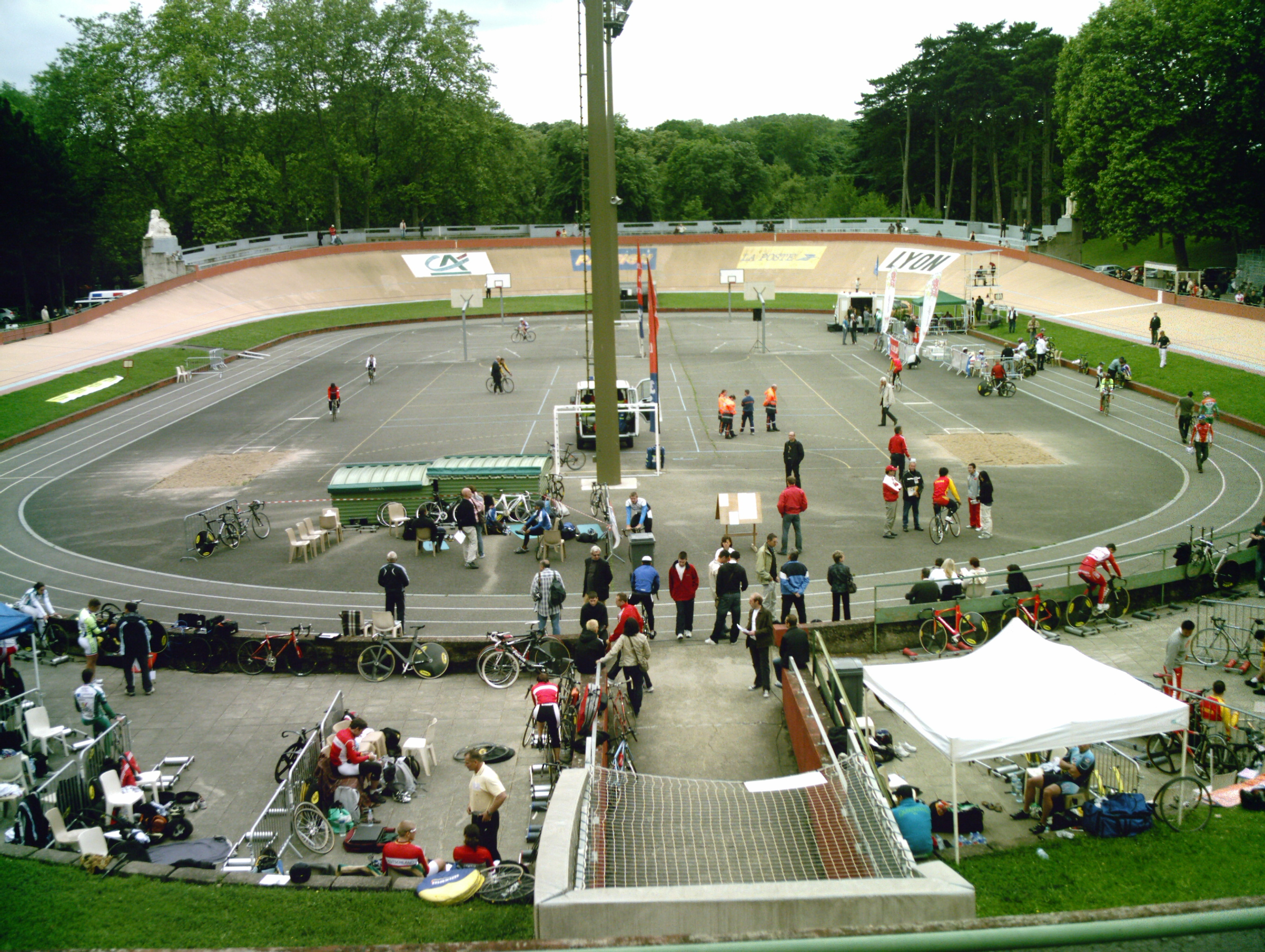
赛车场内部
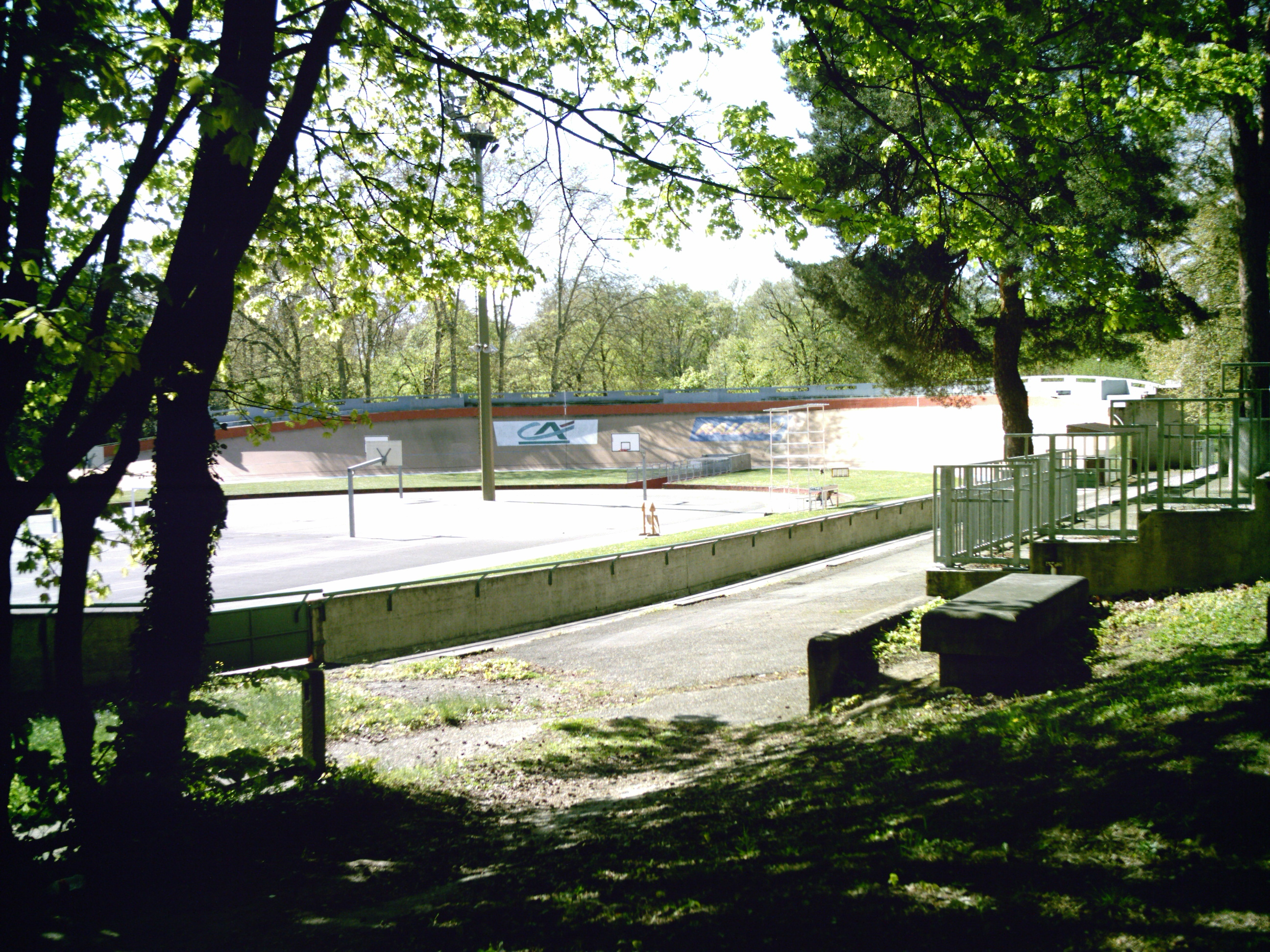
赛车场外部
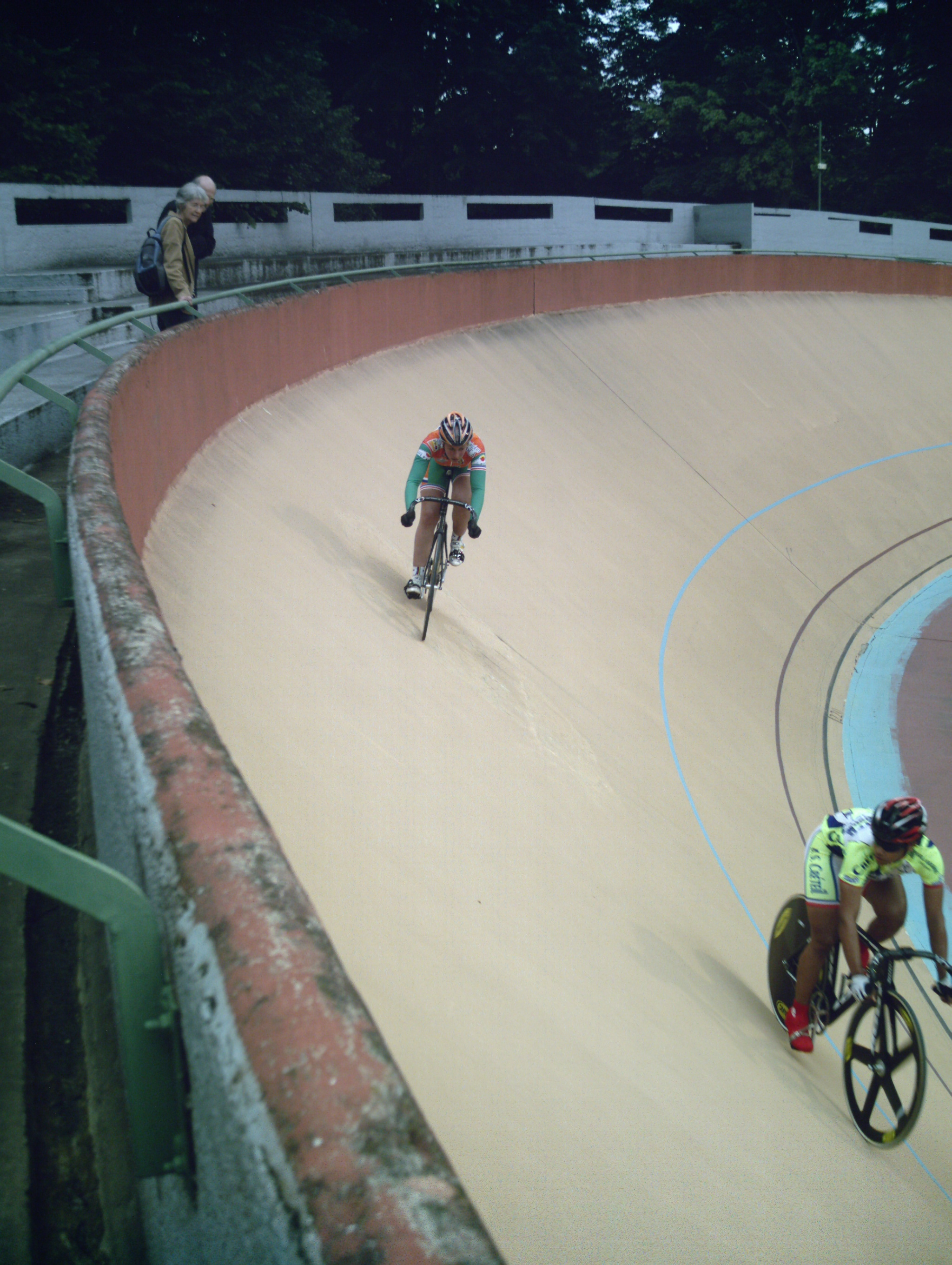
最大曲度43°的转角

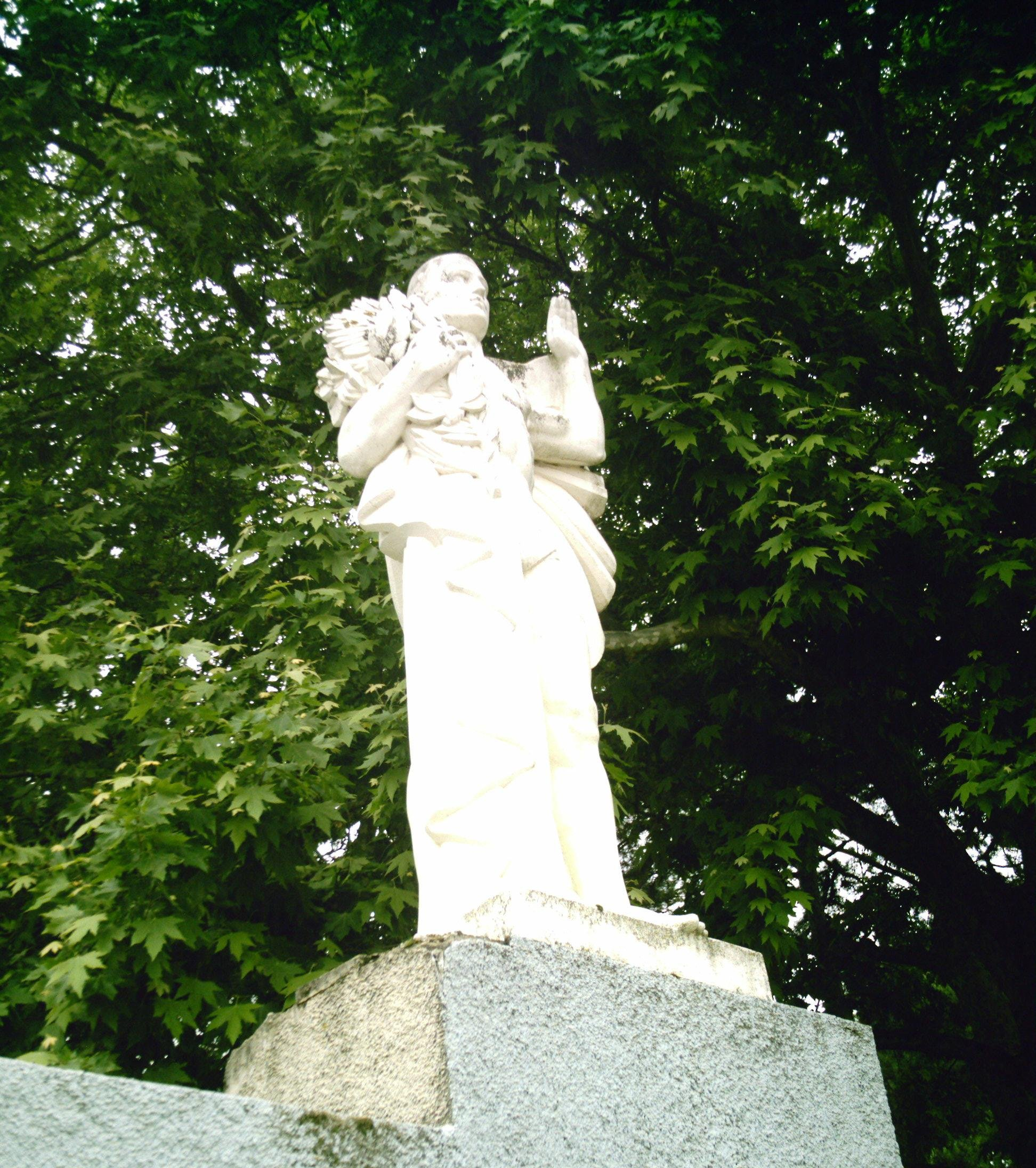
赛车场雕塑1
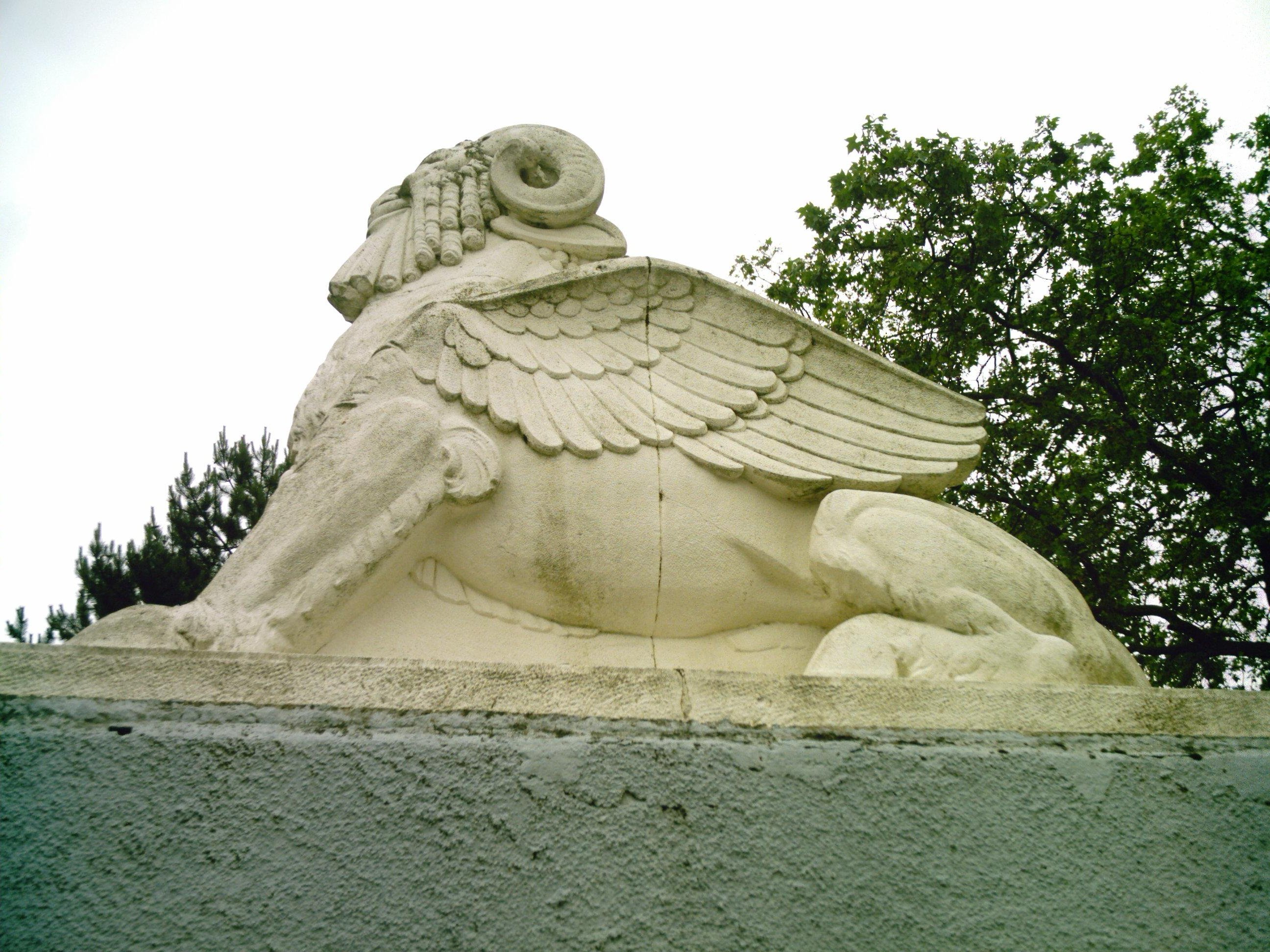
赛车场雕塑2
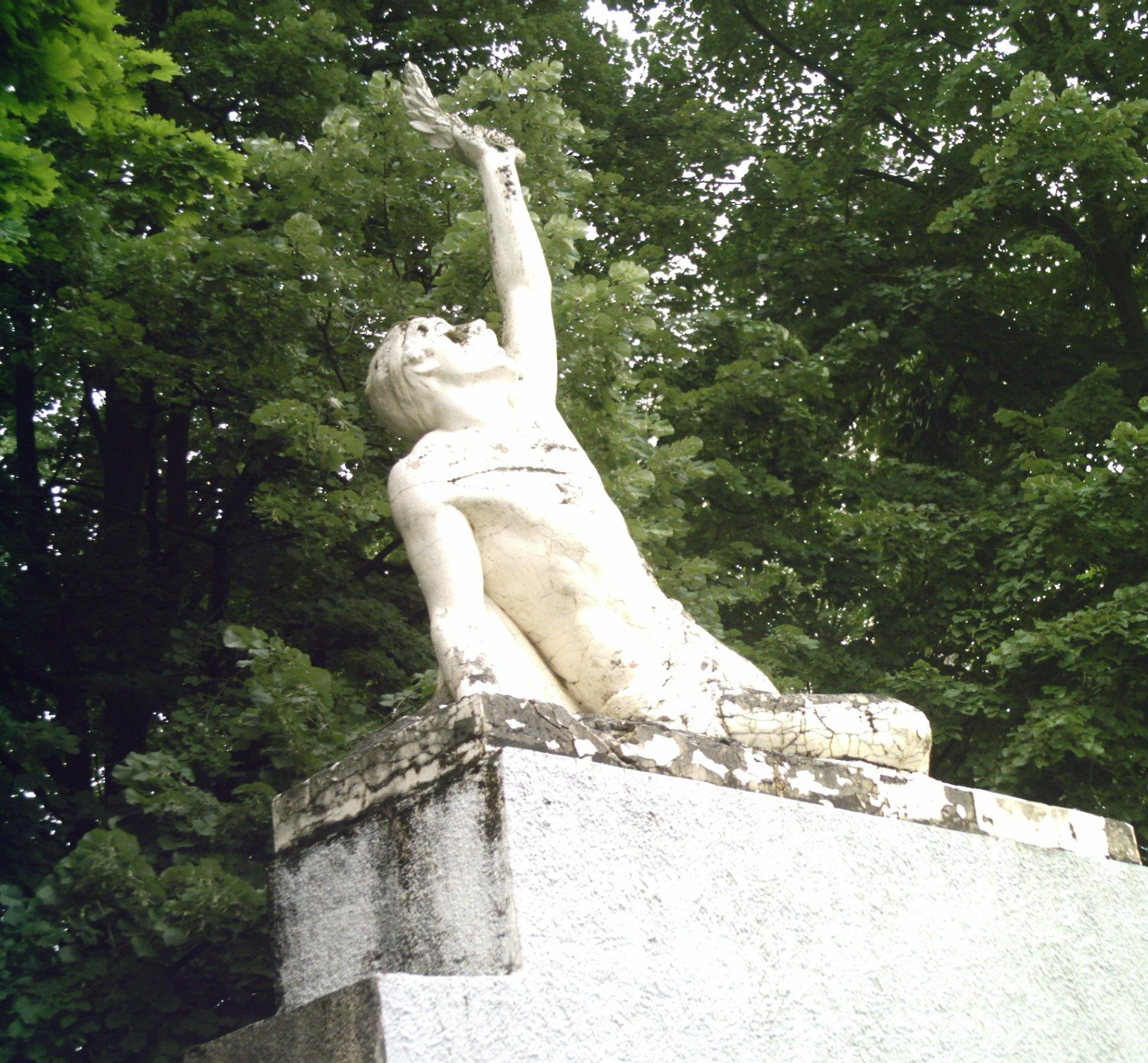
赛车场雕塑3
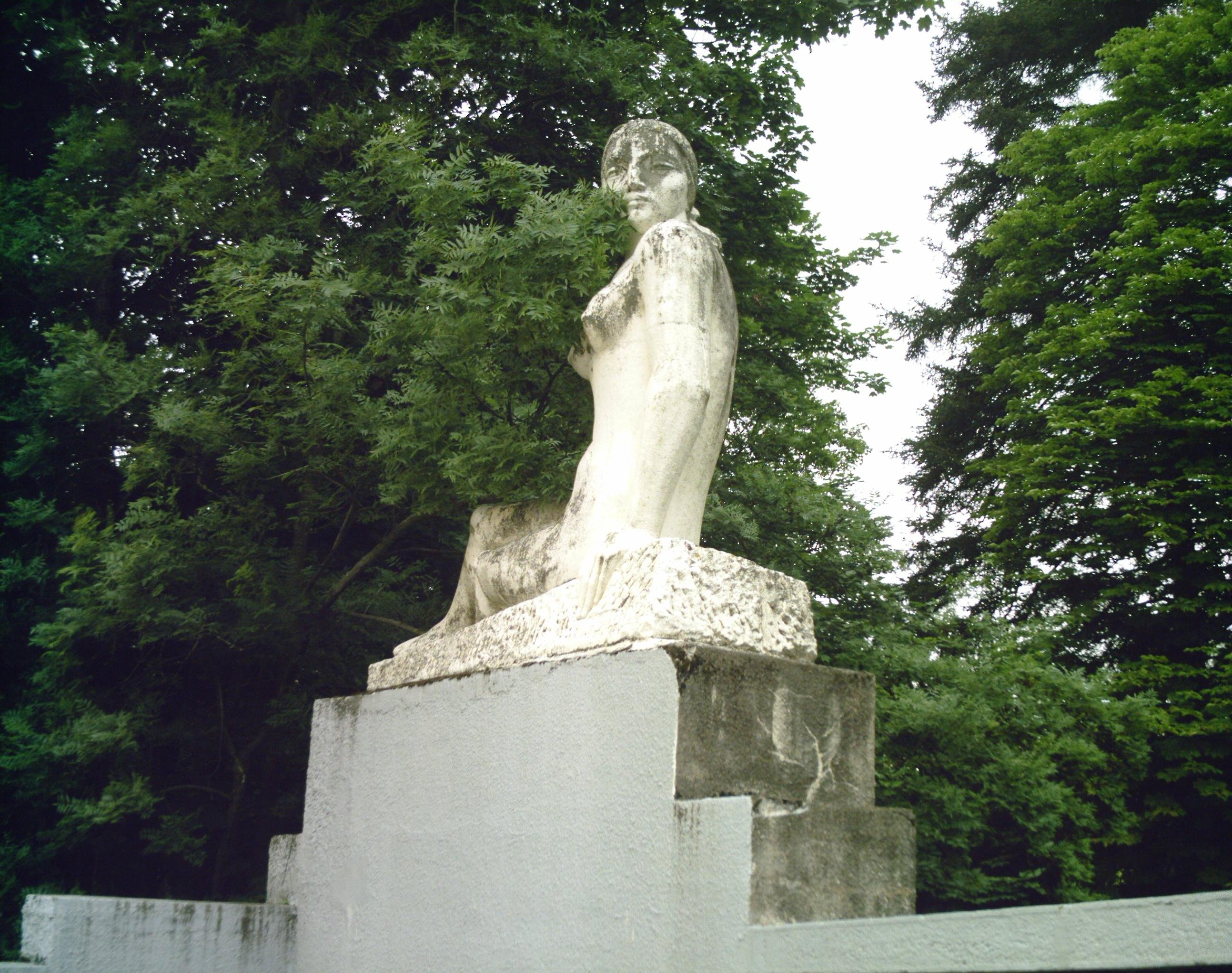
赛车场雕塑4

### 玫瑰园
金头公园内有四个玫瑰园。
- 植物园中的野玫瑰区，拥有百余个品种。

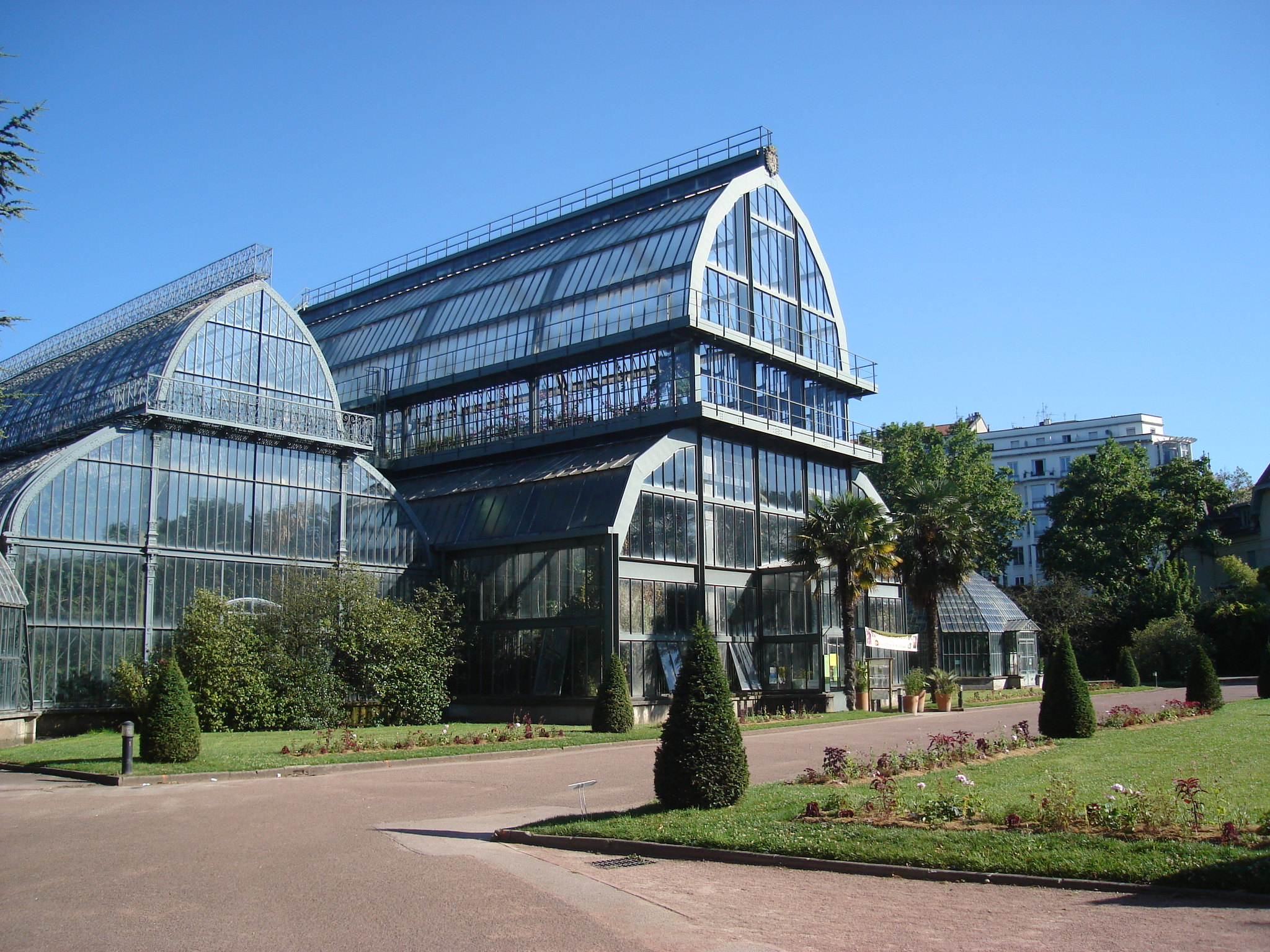
大温室

- 植物园中的历史玫瑰园区，建于1980年，占地1600平方米，拥有570余种，并有玫瑰历史介绍。
- 玫瑰研究与评比园：坐落在原先的玫瑰园原址上，拥有最新的玫瑰品种。每年颁发法国最美玫瑰奖。
- 国际新玫瑰园，1964年建，拥有超过超过320种的60000棵最常见的玫瑰品种，占地5公顷。

### 温室与植物园
金头公园的植物园拥有15000中世界各地的植物，是法国品种较多的植物园之一。除了温室以外，还有两个露天植物园：阿尔卑斯园和植物园。所有温室都是由钢铁和玻璃建成，具有典型的十九世纪风格。原先的温室是用木材建造，但后来发现木质材料难以抵挡温室里潮湿闷热的环境，容易腐朽，因此在1880年全部用钢铁和玻璃重建。现存的温室有：
- 种植热带植物的大温室（由三间并排相连的温室组成）；
- 种植兰花和蕨类植物的小热温室；
- 种植园艺植物的小冷温室；
- 种植马达加斯加植物的热温室；
- 种植亚马逊睡莲的水温室；
- 种植肉食植物的荷兰温室。

45°46′50″N 4°51′15″E / 45.780556°N 4.854167°E